# صفحه خروجی معده
صفحهٔ خروجی معده صفحه‌ای عرضی است که از حد فاصل زائدهٔ خنجری استخوان جناغ و ناف می‌گذرد. نام‌های دیگر این صفحه عبارت است از: صفحهٔ باب‌المعده، پلان ترنس‌پیلوریک (به انگلیسی: Transpyloric plane) و صفحه آدیسون.
این صفحه عرضی گذرنده بالایی، در نیمه‌راه میان بریدگی وداجی (ژوگولار) و مرز بالایی التصاق شرمگاهی (سمفیزپوبیس) قرار دارد. این صفحه در بیشتر موارد از پیلور معده، لبه دنده نُهم و مرز پایینی اولین مهره کمری٬ می‌گذرد.

## ساختارهای گذرنده
برش افقی (پلان) خروجی معده از نظر بالینی مهم است چراکه از چندین ساختار مهم در ناحیه شکم عبور می‌کند. این ساختارها عبارتند از:
- مهره نخست کمری[۲]
- کیسه صفرا
- تنه صفرایی[۳]
- انتهای طناب نخاعی
- ناف کلیه چپ[۳]
- ناف کلیه راست[۳]
- مزوکولون افقی
- اولین بخش دوازدهه
- بخش فوقانی مخروط انتهایی[۴]
- طحال

## نگارخانه

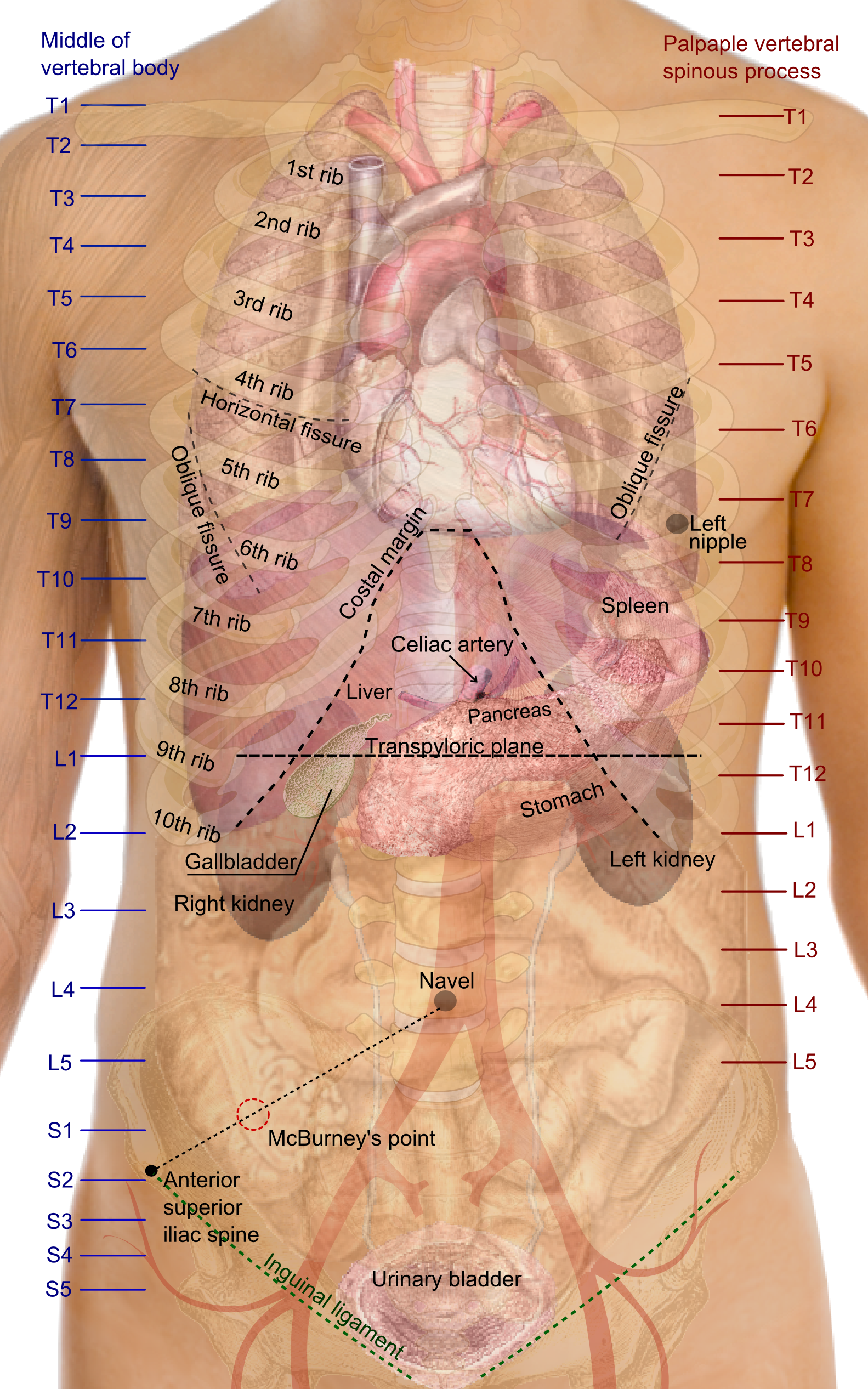
نمای سطحی اندام‌های تنه، با پلان ترانس پیلوریک تا مهره L۱
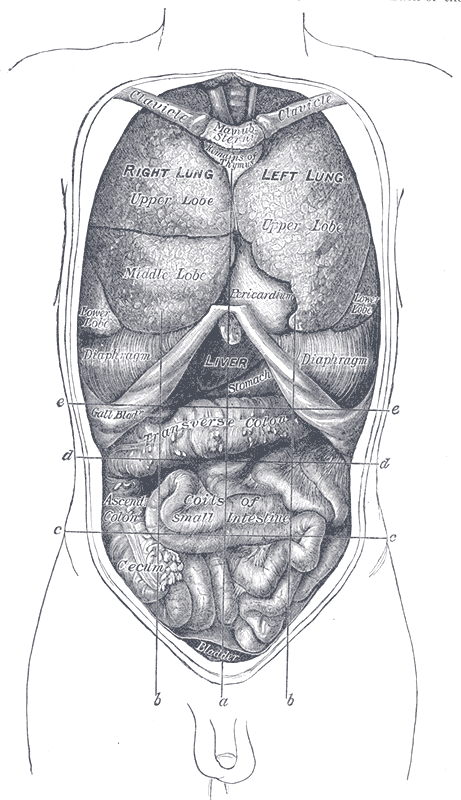
نمای روبرو از شکم و سینه.
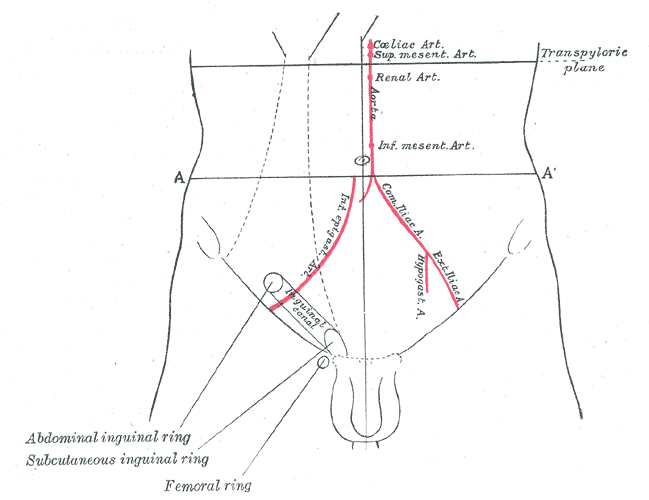
نمای شریان‌ها و کانال اینگویینال.